# Коротов, Сергей Яковлевич
Сергей Яковлевич Ко́ротов (1908—1982) — советский химик-органик.

## Биография
Выпускник кафедры органической химии ЛТА (1932).
Был направлен в Ленинградский научно-исследовательский лесохимический институт (ЛенНИЛХИ).
Под руководством академика В. Е. Тищенко (1861—1941) в составе группы занимался разработкой метода получения синтетической камфары из природного скипидара и налаживанием её промышленного производства на заводе в Киеве.
С 1940 году директор выделившегося из ЛенНИЛХИ Центрального научно-исследовательского лесохимического института (ЦНИЛХИ) (Химки).
В 1947 году представил к защите диссертацию, по результатам защиты которой ему была присуждена, минуя кандидатскую, сразу степень доктора технических наук.
В 1947—1950 годах заместитель директора по научной работе ЛТА имени С. М. Кирова.
В 1950 году вместе со всем руководством академии репрессирован по «Ленинградскому делу» и до 1954 года работал заведующим кафедрой лесохимических производств в Астрахани.
В 1954 году реабилитирован, вернулся в Ленинград и до 1960 года работал заместителем директора по учебной и научной работе и деканом химико-технологического факультета Всесоюзного заочного лесотехнического института (ВЗЛТИ).
В 1960—1973 годах первый заведующий кафедрой процессов и аппаратов химической технологии ЛТА.
С мая 1973 года на пенсии по состоянию здоровья.

## Награды и премии
- Сталинская премия II степени (14 марта 1941) — за изобретение изомеризационного метода синтеза камфоры из скипидара